# Задорожная, Анастасия Сергеевна
Анастаси́я Серге́евна Задорожная (род. 30 августа 1985, Федотово, Вологодская область, СССР) — российская актриса театра, кино и телевидения, певица, телеведущая, фотомодель и волонтёр.

## Биография

### Ранние годы
Родилась 30 августа 1985 года в Федотово Вологодской области в семье военнослужащего.
В 1996 году стала солисткой детской музыкальной группы «Непоседы».
В 2001 году получила первую роль — в сериале «Простые истины», где ей досталась роль школьницы Анжелики Селивёрстовой. Летом 2002 года, после окончания школы, поступила на актёрский факультет Российской академии театрального искусства — ГИТИС.

### Карьера

#### Кино
Дебют актрисы в кино состоялся в 2001 году,  в сериале «Простые истины», в котором она играла роль школьницы Анжелики Селивёрстовой. В 2004 году снялась в сериале «Холостяки», причём после этого её сотрудничество с режиссёром продолжилось позднее.
В 2005 году была выбрана на роль Василисы (Васи) — главной героини молодёжного сериала «Клуб». В сериале «Клуб» Анастасия Задорожная снялась в эротической сцене вместе с актёром Петром Фёдоровым. Всего было снято 8 сезонов. В том же году Задорожная снялась в сериале Александра Митты «Лебединый рай», а также комедии «Мама не горюй 2».
В 2006 году исполнила главную роль Светы Синициной в комедийном телесериале «Трое сверху» — российской версии популярного во всём мире телесериала «Трое — это компания». Её партнёрами стали такие актёры, как Илья Олейников, Алексей Янин и Эвелина Блёданс.
В 2007 году впервые снималась за границей, где принимала участие в скандальном проекте бельгийских режиссёров Guy Goossens и Marc Punt «Матрёшки 2». Этот телесериал, посвященный проблеме порнотрафика, с успехом прошёл во многих странах Европы, при этом молодая актриса также снялась в откровенной сцене в роли стриптизёрши.
В 2008 году снялась в детективном сериале телеканала «НТВ» «Преступление будет раскрыто»: в нём она сыграла молодого следователя прокуратуры по имени Глафира Ульянова. В 2009—2010 годах по заказу канала телеканала «НТВ» был снят второй сезон телесериала.
В 2009 году Задорожная исполнила одну из главных ролей в комедийном фильме «Любовь в большом городе» режиссёра Марюса Вайсберга — сыграла возлюбленную героя Вилле Хаапасало, дзюдоистку Алису Громову. В 2010 году вышло продолжение романтической комедии — «Любовь в большом городе 2». За роль Алисы Громовой Настя была отмечена премией «TOP 10 SEXY» радиостанции «Monte Carlo» как самая сексуальная киноактриса 2010 года.
В 2010 году Задорожная снималась в картинах «Клуб счастья» (реж. И. Калёнов), «Исполнительный лист» (реж. А. Аксёненко) и «Влюблён и безоружен» (реж. А. Мамедов). Также в этом году начались съёмки телесериалов «Наркотрафик», «Формат А4» (реж. А. Либенсон) и «Небесные родственники» (реж. Б. Дробязко).
Летом 2012 года Задорожная на несколько месяцев переехала в Ялту для работы в ремейке советского фильма «Кавказская пленница, или Новые приключения Шурика» (реж. М. Воронков), где она сыграла главную женскую роль. Партнёрами Задорожной по картине стали Геннадий Хазанов, Михаил Ефремов, Арарат Кещян, Николай Добрынин и многие другие. Фильм вышел в августе 2014 года. 
В конце 2012 года Задорожная закончила съёмки в телефильме «Бесценная любовь» (реж. И. Ройзман), который был показан на «Первом канале»; партнёром актрисы в 4-серийной картине стал актёр и продюсер Юрий Колокольников.
Весной 2013 года в Лас-Вегасе начались съёмки фильма «Любовь в большом городе 3» (реж. М. Вайсберг, Д. Додсон). Актёрский состав остался неизменным. К прежним героям добавились персонажи Екатерины Климовой и Шэрон Стоун. 
Весной 2013 года Задорожная снялась для новогодней комедии «Всё будет хорошо» (реж. И. Стаханов), в которой сыграла главную роль, а именно Лизу. В проекте также приняли участие Александр Ратников, Александр Робак, Юрий Цурило, Елена Подкаминская и др. Сам фильм, в котором Задорожная снялась в откровенной сцене, был показан на российском телевидении в начале января 2017 года.
В октябре 2015 года на телеканале «Россия-1» вышел 12-серийный мелодраматический телефильм режиссёра Карена Оганесяна «Королева красоты». Задорожная сыграла роль Марианны Нечаевой, восходящей звезды 60-х, чья успешная карьера и личная жизнь начинают рушиться в один миг. 
В том же 2015 году молодая актриса снялась в фильме «Что творят мужчины! 2» (реж. С. Андреасян), причём опять в эротической сцене. 
В 2016 году вышел в прокат мелодраматический мини-сериал «Можете звать меня папой» (реж. А. Мамедов), где вместе с Задорожной в одной из главных ролей снялись также такие актёры, как Юрий Стоянов, Анна Каменкова, Антон Ескин и Илья Роговин.
В 2016 году снялась в фильме «Если бы да кабы» режиссёра Олега Туранского, где исполнила роль одной из главных героинь — Владиславы Прохоровой.

#### Музыка
В 2001 году на съёмках программы «12 злобных зрителей» Задорожная познакомилась со своим будущим продюсером Петром Шекшеевым. Профессиональное сотрудничество  Задорожной и Петра Шекшеева началось только в 2003 году, когда были сделаны первые записи Насти на студии Юрия Айзеншписа и был запущен официальный сайт артистки. Тогда же снялась в клипе на песню «Зачем топтать мою любовь» популярной группы «Смысловые галлюцинации».
В декабре 2007 года на студии «Монолит Рекордс» вышел дебютный альбом Задорожной под названием «До 17 и старше…». В диск вошли 13 композиций. Наиболее популярными стали песни «Буду», «Любовь/нелюбовь», «Клуб: Пусть будет шоу!» и «Зачем топтать мою любовь». На них были сняты видеоклипы. Альбом был продан тиражом более 70 тысяч экземпляров, стал «золотым» и был отмечен премией «Рекордъ» как самый продаваемый дебютный альбом года.
Презентация альбома прошла в декабре 2007 года в клубе «INFINITI». Это выступление было выпущено на DVD, получившем название «Зажигай!».
В феврале 2009 года у Задорожной вышел второй альбом «12 историй», в который вошли 12 песен. Помимо сольных песен («Нет ничего сильнее любви» и «Подруга»), в диск вошло несколько дуэтов как с известными, вроде Лигалайза да Батыра Шукенова, так и с начинающими артистами — Dino MC 47 и др.  
Презентация самого альбома «12 историй» прошла 5 марта 2009 года в клубе Tuning Hall (Москва) и благодаря новой танцевальной программе, мультимедийному шоу и многочисленным известным гостям получила название «Больше, чем концерт». В декабре 2009 года альбом «12 историй» был назван Лучшим поп-альбомом Года в голосовании «Русский ТОП». Концертная программа презентации легла в основу второго DVD Задорожной «Больше чем концерт» (2011 год). В DVD «Больше чем концерт» вошли лучшие выступления и клипы  Задорожной, включая совместные работы с «Дискотекой Аварией», «Смысловыми Галлюцинациями», «М16», Dino MC 47 и другими.
В июле 2010 года в Интернете опубликован шуточный клип «сетевого» проекта ROTOFF на песню «ДаДаДа!», в котором Задорожная сыграла небольшое камео, а также записала женскую вокальную партию. А ближе к концу года вместе с группой «М16» Анастасия записала заглавную музыкальную тему фильма «Клуб счастья» — песню «С ночи до утра». Режиссёром видео на эту композицию стал российский кинорежиссёр и клипмейкер Александр Игудин. Осенью 2010 года режиссёр пригласил её на главную роль Настеньки в своём проекте «Морозко» — новогоднем ремейке-мюзикле для телеканала «Россия».
В сентябре 2011 года Настя и группа М16 были номинированы на премию RU.TV как «Лучший дуэт» за саундтрек «С ночи до утра» из фильма «Клуб счастья».
В апреле 2013 года вышла новая песня Насти «Ни ты, ни я». Она исполнена дуэтом с украинским певцом и телеведущим Александром Кривошапко. Текст песни написала сама Задорожная, а автором музыки стал Randi из группы Morandi. Также была записана английская версия песни под названием «Hold On».
В марте 2014 года саундтреком к сериалу «Любовь в большом городе» стала новая песня под названием «Раз Люблю».
12 июня 2016 года, в День России, на Красной площади в рамках концерта «Звёзды Русского Радио», Задорожная представила новый танцевальный трек «Я чувствую (телом)».

#### Театр
В 2011 году пригласили на роль Сесиль — молодой героини трагифарса Леонида Филатова, написанного по мотивам романа Шодерло де Лакло «Опасные связи». Гастроли спектакля «Опасный, опасный, очень опасный» прошли во многих городах России.
В 2012 году состоялась премьера театральной работы под названием «Жестокий урок». Спектакль был представлен публике и жюри на 10-м ежегодном фестивале «Амурская осень» в Благовещенске.

#### Другие проекты
Осенью 2008 года принимала участие в шоу «Звёздный лед» на канале «Россия-1» в паре с Сергеем Славновым. В 2010 году в паре с актёром Александром Носиком Задорожная стала участницей нового проекта телеканала «Россия-1» «Стиляги-шоу», которое вёл Максим Галкин.
3 сентября 2011 года в составе сборной России Настя приняла участие в спортивно-развлекательном шоу «Большие гонки».
С 9 апреля 2012 года была ведущей шоу «Любовные игры» на телеканале «MTV Россия».
В августе 2012 года Задорожную пригласили для участия в украинском телепроекте «ШоумаSтгоуон», где артисты превращаются в других, более известных, передавая образ, манеру поведения на сцене и вокал. В том же году приняла участие в проекте «Полиглот» на канале «Культура», где пыталась за 16 занятий освоить итальянский язык.

## Личная жизнь
В 2020 году вышла замуж за Владимира, работающего в IT-сфере, с которым познакомилась в самолёте.
В августе 2024 года родила дочь Александру.

## Фильмография
| Год       |     | Название                      | Роль                                   |
| --------- | --- | ----------------------------- | -------------------------------------- |
| 2001—2003 | с   | Простые истины                | Анжелика Селивёрстова                  |
| 2001      | кор | Одинокая девушка под фонарём  | неизвестно                             |
| 2004      | с   | Холостяки                     | Наташа                                 |
| 2005      | с   | Лебединый рай                 | Света                                  |
| 2005      | ф   | Мама не горюй 2               | Маша, солистка группы «Штучки»         |
| 2005      | с   | Матрёшки / Matroesjka's       | Алёна                                  |
| 2005      | с   | Молоды и счастливы            | Стася                                  |
| 2005      | ф   | Ой, мороз, мороз!             | Снегурочка                             |
| 2006      | ф   | Никто не знает про секс       | Ника                                   |
| 2006      | с   | Трое сверху                   | Света Синицина                         |
| 2006—2009 | с   | Клуб                          | Василиса / Маруся                      |
| 2008      | с   | Преступление будет раскрыто   | Глафира Ульянова                       |
| 2008      | с   | Матрёшки 2 / Matroesjka's 2   | Алёна                                  |
| 2009      | ф   | Любовь в большом городе       | Алиса Громова                          |
| 2009—2010 | с   | Преступление будет раскрыто 2 | Глафира Ульянова                       |
| 2010      | ф   | Влюблён и безоружен           | Александра Шевченко                    |
| 2010      | ф   | Если небо молчит              | Светка Тузова                          |
| 2010      | тф  | Исполнительный лист           | Марина                                 |
| 2010      | ф   | Клуб счастья                  | Инга                                   |
| 2010      | ф   | Любовь в большом городе 2     | Алиса Громова                          |
| 2010      | тф  | Морозко                       | Настенька                              |
| 2011      | с   | 20 лет без любви              | Света Ярцева                           |
| 2011      | с   | Наркотрафик                   | Зоя Алфёрова                           |
| 2011      | с   | Небесные родственники         | Катя Комолова                          |
| 2011      | с   | Формат А4                     | Антонина                               |
| 2013      | ф   | Бесценная любовь              | Маша                                   |
| 2013      | ф   | Всё будет хорошо              | Лиза                                   |
| 2014      | с   | Женщины на грани              | Вита                                   |
| 2014      | ф   | Кавказская пленница!          | Нина                                   |
| 2014      | ф   | Любовь в большом городе 3     | Алиса Громова                          |
| 2014      | ф   | Москва — Лопушки              | Полина Порываева                       |
| 2015      | ф   | 8 новых свиданий              | путана                                 |
| 2015      | ф   | Что творят мужчины! 2         | Лена                                   |
| 2015      | ф   | Плохая соседка                | Катя                                   |
| 2015      | ф   | Вернёшься — поговорим         | Алёна                                  |
| 2015      | с   | Королева красоты              | Марианна Нечаева                       |
| 2016      | с   | Можете звать меня папой       | Вера                                   |
| 2016      | ф   | Если бы да кабы               | Владислава Прохорова                   |
| 2017      | ф   | Счастье по договору           | Даша                                   |
| 2018      | ф   | Другая я                      | Ника Шумейко / Вика Шумейко            |
| 2018      | ф   | Неотправленное письмо         | Ольга                                  |
| 2019      | с   | Следователь Горчакова         | Анна Валерьевна Горчакова, следователь |
| 2019      | с   | Страсти по Зинаиде            | Зинаида                                |

## Видеоклипы
| Год  | Клип | Режиссёр                   | Альбом          |
| ---- | --- | -------------------------- | --------------- |
| 2006 | Зачем топтать мою любовь (O.S.T. «Клуб» (1 сезон)                                                                                         | Кирилл Кузин               | До 17 и старше… |
| 2007 | Буду (O.S.T. «Клуб» (3 сезон) | Кирилл Кузин, Вадим Шатров | До 17 и старше… |
| 2007 | Буду (Black House remix) (O.S.T. «Клуб» (4 сезон)                                                                                         | Дмитрий Ефимов             | До 17 и старше… |
| 2008 | Пусть будет шоу (совместно с Dino MC 47) (O.S.T. «Клуб» (5 сезон)                                                                         | Дмитрий Ефимов             | До 17 и старше… |
| 2008 | Любовь/Нелюбовь | Владислав Опельянц         | До 17 и старше… |
| 2008 | Я больше не хочу верить (O.S.T. «Клуб» (7 сезон)                                                                                          | Карина Маврина             | До 17 и старше… |
| 2009 | Сердце пополам | Владислав Опельянц         | До 17 и старше… |
| 2009 | Нет ничего сильнее любви (O.S.T сериала «Клуб»)                                                                                           | Карина Маврина             | 12 историй      |
| 2010 | Беги (O.S.T фильма «Любовь в большом городе 2»)                                                                                           | Владислав Опельянц         | TBA             |
| 2010 | Лето всегда! (совместно с группой «Дискотека Авария», Верой Брежневой и Светланой Ходченковой) (O.S.T фильма «Любовь в большом городе 2») | Сарик Андреасян            | TBA             |
| 2010 | ДаДаДа! (совместно с ROTOFF) | Дмитрий Чернов             | TBA             |
| 2010 | С ночи до утра (совместно с группой M16) (O.S.T фильма «Клуб счастья»)                                                                    | Александр Игудин           | TBA             |
| 2014 | Мужчины (любят бла-бла-бла) (O.S.T фильма «Что творят мужчины 2»)                                                                         | Араик Оганесян             | TBA             |
| 2015 | Условный рефлекс | Алексей Голубев            | TBA             |
| 2016 | Я чувствую (телом) | Алексей Голубев            | TBA             |
| 2017 | Я луна | NOISE                      | TBA             |
| 2018 | Танданцы | Гарик Рудник               | TBA             |
| 2019 | Мили | Тимур Дейна                |                 |

## DVD
- 2007 — «Зажигай»

## Дискография

### Альбомы
- 2008 — «До 17 и старше…»
- 2009 — «12 историй»
- 2024 — «Ничего нет сильнее любви»

### Синглы
- 2015 — «Условный рефлекс»
- 2016 — «Я чувствую (телом)»
- 2017 — «Я луна»
- 2018 — «Танданцы»
- 2019 — «Мили»
- 2024 — «Буду» (remake 2024)
- 2024 — «Когда»

## Факты
- Снималась в откровенных фотосессиях в мужском журнале «Maxim»[12].
- Несколько лет встречалась с фигуристом Сергеем Славновым, затем рассталась с ним.
- В 2010 году была признана самой сексуальной актрисой отечественного кино по результатам премии «TOP10SEXY» за роль в фильме «Любовь в большом городе 2» режиссёра Марюса Вайсберга[13][14].

## Награды
- 2007 год — премия «Золотой граммофон» за песню «Буду».
- 2016 год — премия RU.TV с победой в номинации «Лучшая актёрская роль в клипе» за видео «Условный рефлекс».